# Run with U
A Run with U (magyarul: Veled futni) az azeri Mamagama dala, mellyel Azerbajdzsánt képviselték a 2025-ös Eurovíziós Dalfesztiválon Bázelben. A dal belső kiválasztás során nyerte el a dalversenyen való indulás jogát.

## Eurovíziós Dalfesztivál
2025. február 4-én az İTV bejelentette, hogy az együttes képviseli az országot az Eurovíziós Dalfesztiválon. A dalt 2025. február 19-én mutatták be a dalfesztivál hivatalos YouTube-csatornáján.
A dalt először a május 13-án rendezett első elődöntőben, fellépési sorrendben tizedékként adták elő, az Olaszországot képviselő Lucio Corsi Volevo essere un duro című dala után és a San Marinót képviselő Gabry Ponte Tutta l’Italia című dala előtt. Az elődöntőben a nézői szavazatok pontjai alapján a dal nem jutott tovább a május 17-én megrendezésre került döntőbe. Ez volt sorozatban a harmadik alkalom, hogy az ország nem szerepelt a döntőben.

## Galéria

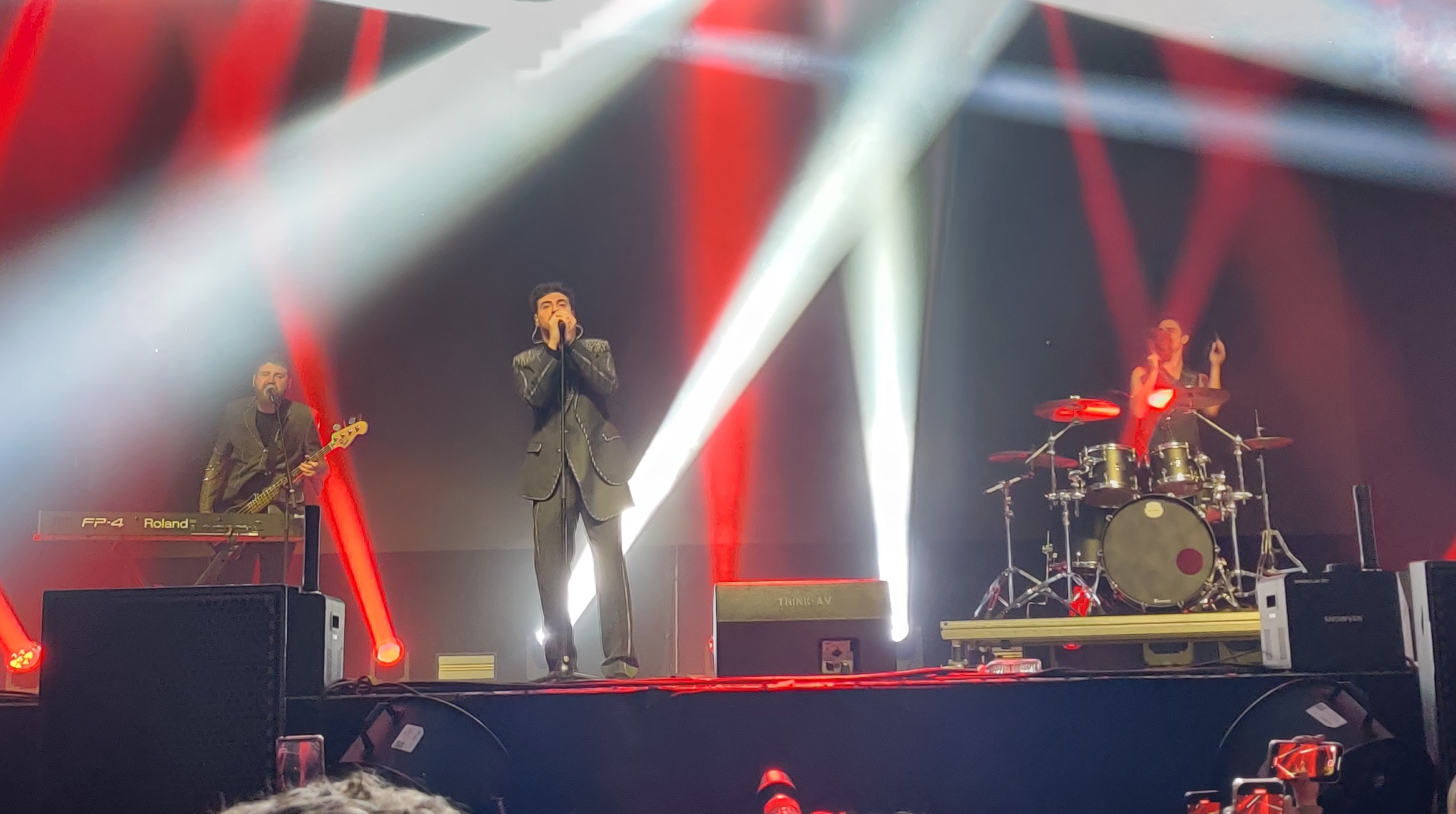
Az amszterdami Eurovíziós partin
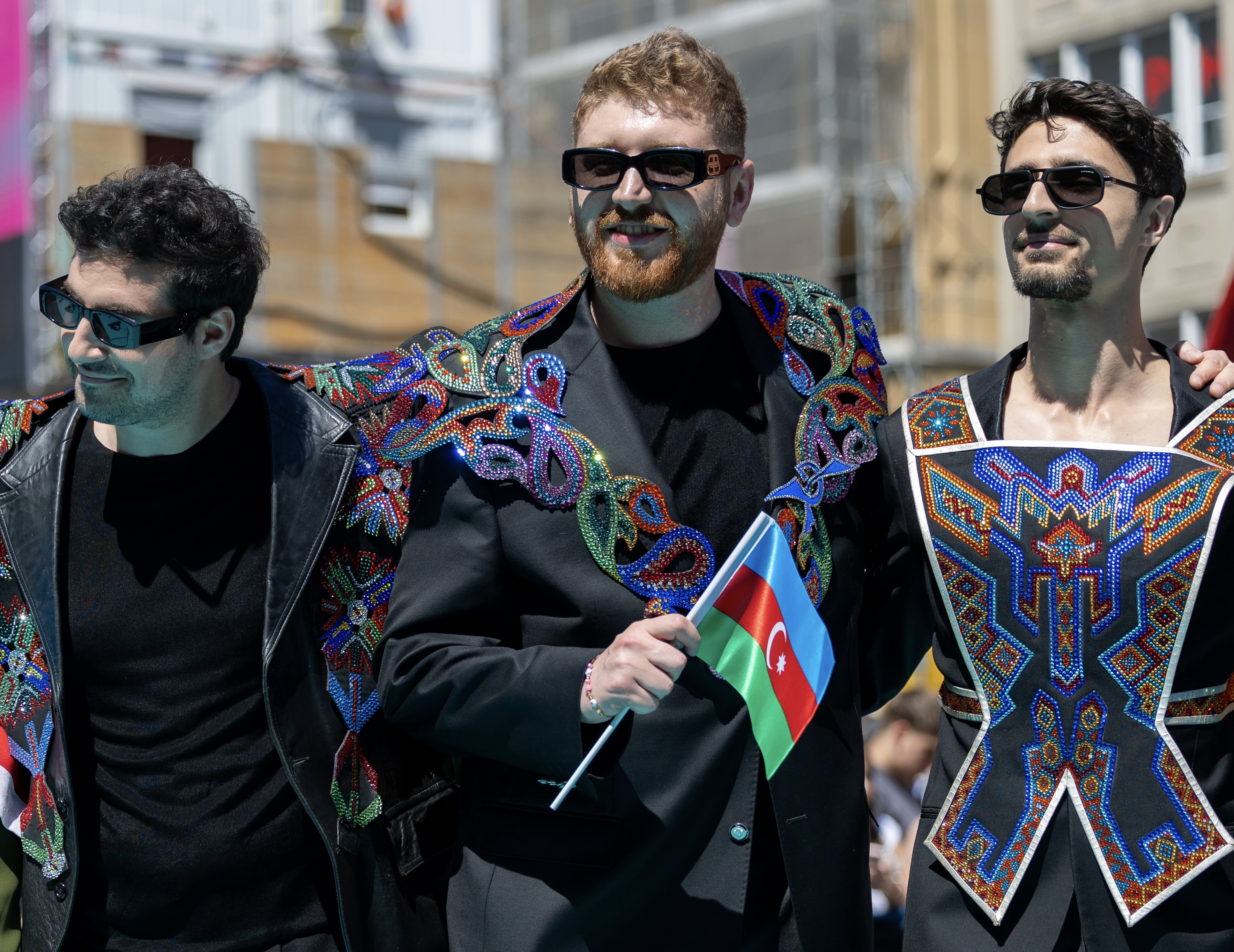
A megnyitóünnepségen
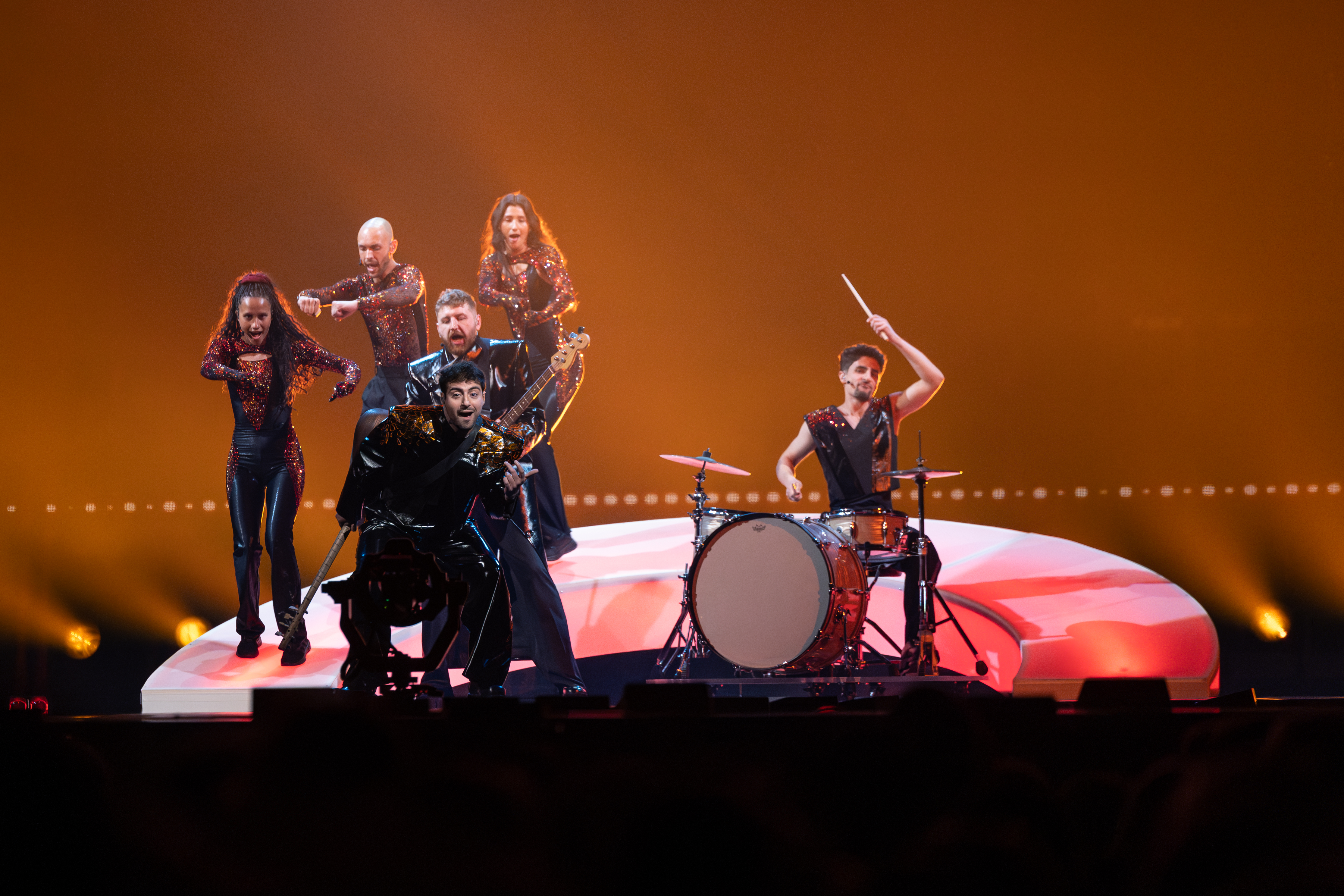
Az elődöntőben

## Dalszöveg
| Shall we dim the lights Leave our fears behind Play wrong 'til it’s right Give it all the way I do? – A dal refrénje | Tompítsuk a fényt Hagyjuk magunk mögött félelmeinket Addig játsszunk rosszul, amíg jó nem lesz Úgy adjam magam, ahogy vagyok? – A dal refrénje magyarul |